# Kießling (Familienname)
Kießling oder Kiessling ist ein deutscher Familienname.

## Namensträger

### A
- Adam Kießling (1915–1994), deutscher Heimatforscher
- Adolph Kießling (1837–1893), deutscher Klassischer Philologe
- Albert Kießling (Maler) (1873–nach 1943), deutscher Maler, Zeichner, Gartentechniker und Gartenbaupädagoge
- Albert Kiessling (Keramiker) (1909–1964), deutscher Keramiker und Sammler
- Alfred Kießling (1853/1854–1887), deutscher Politiker, Bürgermeister von Nordhausen
- Andrea Kießling (* 1981), deutsche Juristin
- Andreas Kießling (* vor 1973), deutscher Politikwissenschaftler
- Anna Lesser-Kiessling (1841–nach 1917), deutsche Schauspielerin, Publizistin und Frauenrechtlerin
- Arthur Kießling (1891–1945), deutscher Psychologe

### B
- Bärbel Kießling (* 1942), deutsche Künstlerin
- Bernd Kießling (Fußballspieler) (* 1942), deutscher Fußballspieler
- Bernd Kießling (Soziologe) (* 1955), deutscher Wirtschaftssoziologe und Hochschullehrer
- Bernhard Kießling (1856–1927), deutscher Generalleutnant

### D
- Dieter Kiessling (* 1957), deutscher Künstler

### E
- Edmund Kießling (1875–1948), deutscher Baumeister, siehe Gebrüder Kießling
- Ellen Kießling (* 1968), deutsche Leichtathletin
- Emil Kießling (1896–1985), deutscher Papyrologe
- Ernst Kießling (1873–1951), deutscher Baumeister und Architekt, siehe Gebrüder Kießling
- Ernst Kießling (Fotograf) (* 1942), deutscher Fotograf

### F
- Fabian Kießling (* 1972), deutscher Radiologe
- Felix Kiessling (* 1980), deutscher Bildender Künstler
- Ferdinand Kießling (1835–1889), deutscher Schriftsteller
- Franz Kießling (Maler) (1811–1858), deutscher Maler
- Franz Kießling (Lyriker) (1918–1979), österreichischer Lyriker und Journalist
- Franz Kießling (Architekt) (1925–2013), deutscher Architekt
- Franz Xaver Kießling (1859–1940), österreichischer Heimatforscher und Schriftsteller
- Friedrich Kießling (Elektroingenieur) (1935–2019), deutscher Elektroingenieur
- Friedrich Kießling (Historiker) (* 1970), deutscher Historiker
- Friedrich Ernst Kießling, deutscher Bauunternehmer, siehe Gebrüder Kießling
- Fritz Kießling (* 1945), deutscher Segelflugzeugingenieur

### G
- Georg Kießling (1903–1964), deutscher Fußballspieler
- Gerhard Kießling (Verleger) (1900–nach 1964), deutscher Verleger
- Gerhard Kießling (1922–2017), deutscher Eishockeyspieler und -trainer
- Gert Kießling (* 1944), deutscher Kabarettist
- Gert Kiessling (* 1949), deutscher Bildhauer
- Gisela Kiessling-Kuchenbuch (* 1929), deutsche Malerin
- Gotthard Kießling (* um 1965), deutscher Kunsthistoriker
- Gottlieb Kiessling (1777–1848), deutscher Pädagoge und Altphilologe
- Günter Kießling (1925–2009), deutscher General (Kießling-Affäre)

### H
- Hans Kießling (Stifter), deutscher Spitalstifter
- Hans Kießling (Täufer) (auch Hans Kiessling; um 1500–nach 1529), deutscher Täufer
- Hans Kießling (Herausgeber) (1920–1981), deutscher Herausgeber
- Hans Kiessling (Künstler) (1926–2003), schwedischer Maler, Grafiker und Bildhauer
- Hans Kiessling (Skispringer), deutscher Skispringer
- Heinz Kiessling (Maler) (1915–1991), deutscher Maler und Grafiker
- Heinz Kiessling (Musiker) (1926–2003), deutscher Musiker, Komponist und Musikproduzent
- Helmut Kießling (1912–1971), deutscher Schriftsteller und Textdichter
- Hermann Kießling (Gartenarchitekt) (1869–nach 1921), deutscher Gartenarchitekt
- Hermann Kießling (Genealoge) (1926–1993), deutscher Genealoge und Heimatforscher
- Hermann Kießling (Architekt) (1926–2007), deutscher Architekt und Stadtplaner
- Horst Kießling (* 1938), deutscher Maler, Bildhauer und Pädagoge
- Hugo Kiessling (1910–nach 1972), deutscher Grafiker und Bildhauer

### J
- Jens-Ulrich Kießling (* 1947), deutscher Immobilienunternehmer und Verbandsfunktionär
- Jochem Kießling-Sonntag (* 1962), deutscher Journalist, Kommunikationstrainer und Publizist
- Johann Kießling (Karl Johann Kießling; 1839–1905), deutscher Pädagoge, Physiker und Meteorologe
- Johann Tobias Kießling (1742–1824), deutscher Kaufmann und Pietist
- Jürgen Kießling (1939–2006), deutscher Manager und Sportbeamter

### K
- Karl P. Kiessling (* 1953/1954), deutscher Physiker und Wirtschaftsmanager
- Klaus Kießling (* 1962), deutscher Theologe und Hochschullehrer
- Kurt Kießling (1910–1985), deutscher Maler und Grafiker
- Kurt Kießling (Germanist) (* 1926), deutscher Germanist

### L
- Laura L. Kiessling (Laura Lee Kiessling; * 1960), US-amerikanische Biochemikerin
- Ludwig Kießling (1875–1942), deutscher Pflanzenbauwissenschaftler
- Ludwig Kießling (Unternehmer) (1895–nach 1971), deutscher Unternehmer und Firmengründer

### M
- Manfred Kießling (1936–2010), deutscher Organist
- Marie Kießling (1894–1984), deutsche Leichtathletin
- Marika Kiessling (1951–2012), deutsche Neuropathologin und Hochschullehrerin
- Martin Kießling (1879–1944), deutscher Architekt
- Matthias Kießling (1956–2021), deutscher Folkmusiker
- Max Kiessling (1877–1946), deutscher Geographiehistoriker
- Michael Kießling (* 1973), deutscher Politiker (CSU)

### O
- Olaf Kießling (* 1967), deutscher Politiker (AfD)
- Otto Kießling (1884–1985), deutscher Polizist und Widerstandskämpfer

### P
- Paul Kießling (1836–1919), deutscher Maler
- Peter Kiessling (* 1949/1950), deutscher Gitarrist

### R
- Reinhard Kießling (* 1938), deutscher Dirigent, Pianist und Organist
- Ricarda Kießling (* 1996), deutsche Fußballspielerin
- Roland Kießling (* 1962), deutscher Afrikanist und Hochschullehrer
- Rolf Kießling (1941–2020), deutscher Historiker und Hochschullehrer
- Rolf Kiessling (* 1948), schwedischer Mikrobiologe und Onkologe
- Rudolf Kießling (Heimatforscher) (1909–1994), deutscher Lehrer und Heimatforscher
- Rudolf Kießling (Pfarrer) (1932–2013), deutscher Pfarrer und Autor

### S
- Sigrid Kiessling-Rossmann (* 1945), deutsche Malerin
- Simon Kiessling de Courcy (* 1971), irischer Historiker
- Sina Kießling (* 1979), deutsche Schauspielerin
- Stefan Kießling (Organist) (* 1979), deutscher Organist und Kirchenmusiker
- Stefan Kießling (Fußballspieler) (* 1984), deutscher Fußballspieler

### T
- Thanos Kießling (1963–2015), deutscher Schriftsteller
- Theodor Kiessling (vor 1863–1927), deutscher Fabrikant und Firmengründer
- Thomas Kiessling (* 1962), deutscher Sänger
- Tino Kießling (* 1981), deutscher Schauspieler und Synchronsprecher

### U
- Udo Kießling (* 1955), deutscher Eishockeyspieler

### V
- Viola-Bianka Kießling (* 1958), deutsche Musikwissenschaftlerin und Autorin

### W
- Walter Kießling (1892–1966), deutscher Jurist und Politiker (DNVP, NSDAP)
- Werner Kießling (Verbandsfunktionär) (1914–2006), deutscher Verbandsfunktionär
- Werner Kießling (Mediziner) (1920–2007), deutscher Dermatologe und Androloge
- Werner Kießling (Informatiker) (* 1953), deutscher Informatiker und Hochschullehrer
- Wilhelm Kießling (Schriftsteller) (auch Wilhelm Kiessling; 1872–1935), deutscher Forstwissenschaftler, Jäger und Schriftsteller
- Wilhelm Kießling (Techniker) (1882–??), deutscher Flugzeugtechniker
- Wilhelm Kießling (Biochemiker) (auch Wilhelm Kiessling; 1901–1958), deutscher Biochemiker
- Wolfgang Kießling (1929–1999), deutscher Historiker
- Wolfgang Kiessling (Unternehmer) (* 1937), deutscher Unternehmer
- Wolfgang Kiessling (Biologe) (* 1965), deutscher Biologe